# Rue Olivier-Noyer
La rue Olivier-Noyer est une voie située dans le quartier de Plaisance du 14e arrondissement de Paris en France.

## Situation et accès
La rue Olivier-Noyer est desservie à proximité par la ligne 4 à la station Alésia.

## Origine du nom
La rue Olivier-Noyer prend son nom en hommage à un propriétaire local, entrepreneur de travaux publics, Louis-Olivier Noyer (Dammarie-sur-Loing, 1849 – Paris 14e arr., 1903).

## Historique
La section située entre  l'impasse des Plantes et la rue Hippolyte-Maindron est détachée du passage des Thermopyles et devient autonome en tant que « rue Olivier-Noyer ».
Par décret préfectoral du 14 novembre 1927, la dénomination est étendue à la partie comprise entre les rues Hippolyte-Maindron et Didot.